# Прозорова, Надежда Алексеевна
Надежда Алексеевна Прозорова — советский хозяйственный деятель, Герой Социалистического Труда.

## Биография
Родилась в 1914 году в деревне Паутиха. Член КПСС.
Окончила курсы при Тимирязевской сельскохозяйственной академии.
В 1926—1929 гг. — нянька в Тюмени.
В 1929—1933 гг. — продавец, нянька в колхозном детском саду.
В 1933—1974 гг. — колхозница, звеньевая овощеводческого звена, бригадир овощеводческой и плодоводческой бригады колхоза «Красный Октябрь» Вожгальского района Кировской области.
Указом Президиума Верховного Совета СССР от 17 марта 1948 года присвоено звание Героя Социалистического Труда с вручением ордена Ленина и золотой медали «Серп и Молот».
Умерла в 1986 году в Кировской области.

## Награды и звания
- Герой Социалистического Труда (17.03.1948)
- Орден Ленина (17.03.1948, 23.06.1949, 05.07.1950)
- Орден Трудового Красного Знамени (24.04.1958)